# Torsa stenar
Torsa stenar bei Almesåkra im nördlichen Småland in Schweden ist ein eisenzeitliches Gräberfeld, etwa sieben Kilometer südlich von Nässjö. Die Anlagen liegen in der Nähe eines Bauernhofes südlich des Sees Spexhultasjön. Das Gräberfeld, dessen älterer Name große Drachenröse lautet, wurde in den 1930er Jahren restauriert.
Es umfasst Schwedens größte vollständig erhaltene Steinsetzung vom Typus des Treudds mit über 17 m langen Seiten. Dabei handelt es sich um ein von Randsteinen gefasstes, gegenüber dem Umfeld etwa um einen Meter erhöhtes Steinpflaster aus etwa kopfgroßen Rollsteinen. Die Seiten sind nach innen gebogen und die drei schmalen Enden sind mittels großen Blöcken markiert. Ein ähnlicher Treudd befindet sich auf dem Gräberfeld von Fagertofta.
Direkt benachbart liegen drei Domarringe. Der größte hat neun Steine. Er wurde 1958 ausgegraben. Gefunden wurde eine Urne mit Leichenbrand und Holzkohle, die auf 300 n. Chr. (späte römischen Eisenzeit) datiert werden konnte. Die kleineren Ringe haben neun und sieben Steine. Auf dem Gräberfeld liegen auch drei quadratische Steinsetzungen. Eine weitere Anlage ist ein so genannter Järnåldersdös, bei dem ein großer Stein auf drei kleineren liegt. Darüber hinaus gibt es eine Reihe von runden Steinsetzungen.